# Mare de Déu del Lledó
| Goigs Mare de Déu de Lledó (extracte) |
|                                       |
| Espais de Llum Musical                |
|                                       |

La Mare de Déu del Lledó és la patrona de Castelló de la Plana. Es venera a la Basílica de la Mare de Déu del Lledó.

## Nom
El nom Lledó prové del lledoner sota el qual es va trobar la petita figura que avui és venerada com a Mare de Déu del Lledó.

## La llegenda sobreLa Trobà
Segons la llegenda, un llaurador anomenat Perot de Granyana va trobar la imatge mentre llaurava les seves terres. Perot duia l'arada conduïda per dos bous que, a l'acostar-se a l'arbre, van deixar de llaurar i es postraren sota aquest. Perot no va fer cas dels bous i els va aixecar, però estos van tornar a postrar-se davant l'arbre. Perot, estranyat, es va posar a buscar els motius, va furgar i va trobar una petita figureta de la Mare de Déu.
Perot va dur la figura a la ciutat per a ensenyar-la a les autoritats. Però com era ja tard, la figura hauria de passar la nit a casa de Perot. Al matí, quan aquest anava a ensenyar la imatge a les autoritats, es va trobar que la figura no es trobava en la seva casa. Va anar a buscar-la a l'hort, i la va trobar en la mateixa posició que la primera vegada. Va insistir i la hi va tornar a dur a la ciutat.

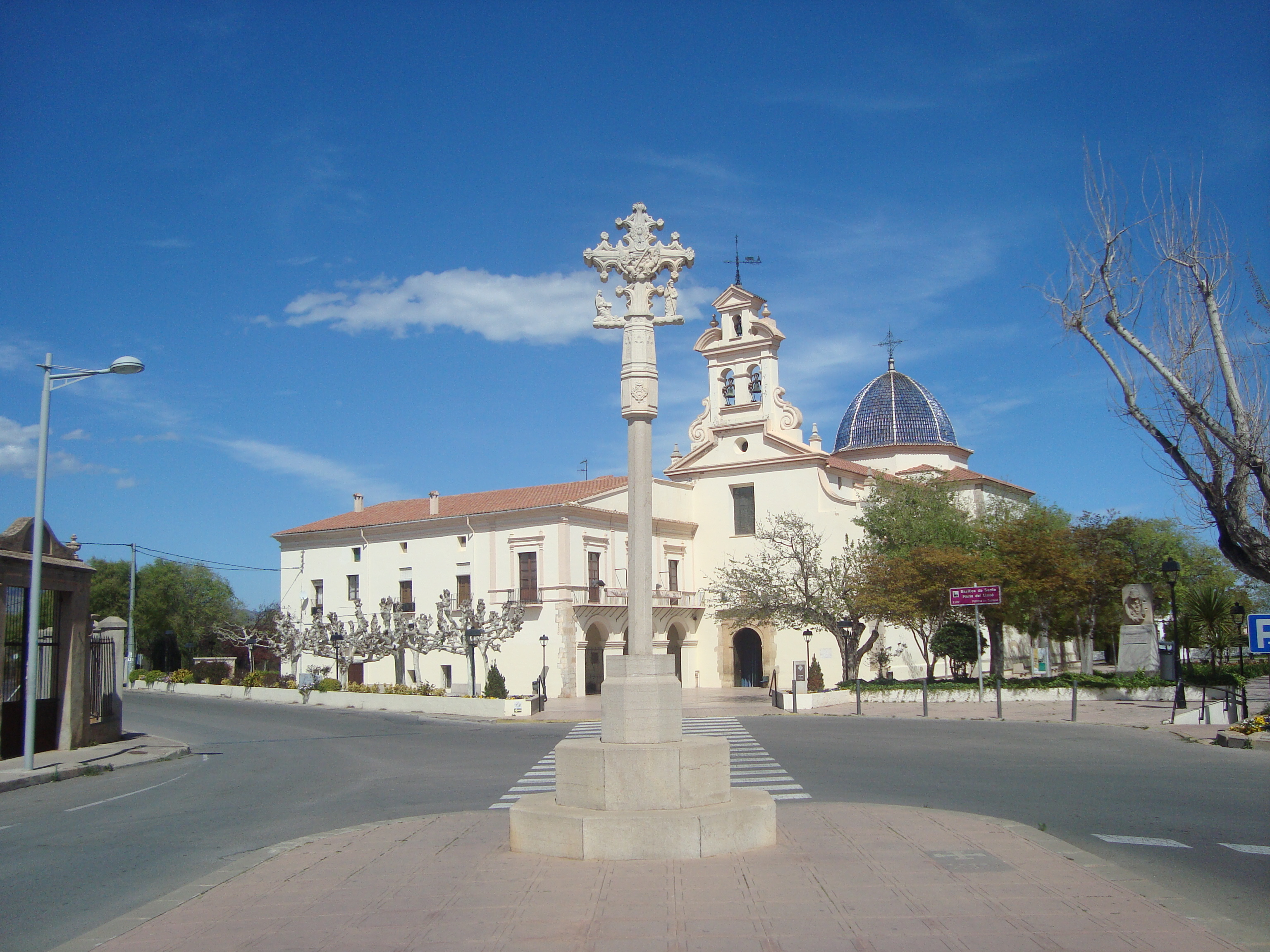
Basílica de la Mare de Déu del Lledó (Castelló de la Plana)

L'endemà al matí va tornar a desaparèixer. El Consell va prendre per boig a Perot, però el va seguir fins a l'hort. Allí es van trobar la figura envoltada d'àngels. Davant aquest miracle, el Consell Municipal va decidir edificar en el lloc de la troballa una petita ermita gòtica.

## Culte

### Formes de Culte
Des d'un primer moment, es va donar culte a la figureta. Posteriorment, es va ficar en un reliquiari, on va ser venerada durant segles. Amb l'arribada del barroc i el canvi de modes, es va col·locar en un altre petit reliquiari fet en una antiga imatge d'una Immaculada. A partir d'aquest moment, la Mare de Déu ha tingut diverses imatges-relicaris.
Més endavant, en 1926, el Prior del Santuari Mossén Salvador Gozalbo Valverde, va decidir col·locar la imatge de la Mare de Déu mirant cap a la ciutat. Anteriorment, la imatge es trobava mirant al cambril i tapada a l'exterior per un quadre.

### Acceptació
La Mare de Déu va tenir tanta acceptació per part de la població castellonenca, que fins i tot va deixar de costat al Crist Jacent (patró de la ciutat des de la fundació d'aquesta). Diversos Papes van concedir privilegis a la imatge de la Mare de Déu i als qui li resaren.

## Coronació
El 4 de maig de 1924, la ciutat va celebrar la coronació i proclamació com patrona de la Mare de Déu del Lledó. Es va coronar a les 12 del migdia en la que després seria la Plaça de la Independència pel cardenal-arquebisbe de Tarragona, Vidal y Barraquer, en una cerimònia solemne.

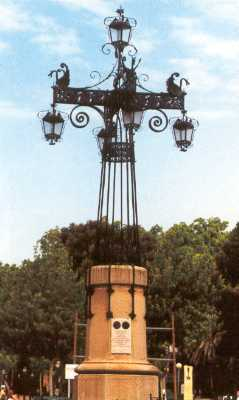
El fanal commemora el lloc de la coronació

L'Ajuntament va comprar la corona als orfebres valencians Santalínea (anys més tard, l'ajuntament va dedicar un carrer de la ciutat a aquests senyors). Per a l'ocasió, la ciutat es va posar de gala, va celebrar fires taurines, comercials...

## La Guerra Civil
La Guerra Civil va suposar una forta ensopegada pel culte a la Mare de Déu. Els nacionals van acampar en l'esplanada del Santuari, impedint que ningú s'acostés per la zona, i posant en perill els tresors que guardava el santuari.
Segons una història de la ciutat, van anar quatre homes castellonencs, els quals, en una nit, van salvar a la imatge amagant-la en una caixa de tabac. Només es van dur la figureta, per a no aixecar sospites entre els soldats, i la van guardar a una fornícula a l'església de Sant Vicent Ferrer, on se li va donar culte fins al final de la Guerra. Quan va acabar, tots els objectes de valor del santuari havien desaparegut.

## Festes en honor de la Mare de Déu

### Les Festes de Maig
Des de la coronació del Lledó se celebren el primer cap de setmana de maig, amb periodicitat anual, les festes en el seu honor. Consisteixen en una sèrie d'actes principals (durant el cap de setmana) i altres secundaris (ans i després del cap de setmana).

### Actes més importants

#### Anteriors
- Trienni:consisteix en tres dies de missa dedicats a un tema important per a l'església.

#### Simultanis
- Festa de la Rosa:Popular concurs castellonenc, en el qual Estudiantinas i grups de música reten homenatge a les dones per mig de cançons de serenata que interpreten al carrer baix els balcones de novies, mares, amigues, etc. La nit del primer dissabte de maig es celebre un concurso a la Plaça Major de la ciutat.

#### Dissabte
- El Pregonet:Cavalcada lúdica infantil que imita al Pregó de les Festes de la Magdalena i anuncia l'arribada de les festes.
- Serenata a la Verge: Celebrada a l'esplanada de la Basílica de la Mare de Déu del Lledó, grups musicals populars castellonencs, li canten cançons típiques a la Lledonera en un espectacle musical.

#### Diumenge
- Missa solemne i pontifical:celebrada en la Basílica pel Bisbe de Sogorb-Castelló.
- Sabatinà a la Mare de Déu:Acte en el qual es baixa a la imatge de l'Altar i es col·loca en la Peanya. A continuació, es resa el Rosari.
- Processó de la Verge: Abans de la processó religiosa, se celebra una desfilada folklòrica.

#### 4 de Maig
- Magnificat. Acte solemne commemoratiu de la Coronació de la Mare de Déu: en la Concatedral de Santa Maria.

#### Posteriors
- Serenates: cant per part dels nuvis i/o marits a les dones o núvies durant les dels dissabtes del mes de maig.
- Rosari de Torxes: acte que clausura les festes.

#### Personatges importants
- Perot: personatge que baixa a la Mare de Déu de l'altar a la peanya. Per a ser Perot, cal ser membre de la confraria i posseir terres al voltant de la Basílica.
- Clavari: persona que porta la bandera de la Mare de Déu.
- Cambreres de la Mare de Déu: persones que durant l'any s'han dedicat a canviar de vestits a la imatge.
- Barrers: persones que porten la peanya de la Mare de Déu.
- Pal·liers: persones que porten el pal·li.

### 50é Aniversari de la Coronació de la Mare de Déu
Per al 50é aniversari de la Coronació, l'ajuntament va voler rememorar els actes celebrats en la coronació: va celebrar corregudes de bous, grans misses multitudinàries, llargues processons, concerts, etc. L'acte més important va ser la missa en la qual se li va canviar la corona a la imatge. Va tenir lloc en la Plaça Major, i va ser celebrada pel primer Bisbe de la recentment creada Diòcesi de Sogorb-Castelló. Un altre acte, molt emotiu, va ser el trasllat en processó de la Mare de Déu des del seu santuari a la Cocatedral. En eixa processó la imatge va ser portada en una peanya nova.

### 75é Aniversari de la Coronació de la Mare de Déu
Es va celebrar en 1999. Els actes principals van ser, sobretot, la consagració de la Concatedral de Santa María, conclosa per a aquest moment; i l'acte de la coronació en la Plaça de la Independència. L'acte que més reflex el sentiment dels castellonencs va ser la visita de la Mare de Déu a totes les parròquies de la ciutat.

### Trasllats excepcionals a Castelló
La Mare de Déu, per tradició, solament visita la ciutat cada 25 anys (sent l'última visita oficial en 1999). Però, actualment, s'han realitzat o realitzaran altres trasllats solemnes: 
- En l'any 2000, la Mare de Déu va ser traslladada a la ciutat amb motiu del 750é Aniversari de la Fundació de Castelló.
- Per a l'any 2008, la Mare de Déu, torna a ser traslladada a la capital per a celebrar el 25é Aniversari de la Proclamació del Santuari del Lledó per part del Papa Joan Pau II com Basílica Menor.
- El 2022, la Patrona visità la ciutat per celebrar el primer centenari de la seua proclamació con a Patrona de Castelló.

## El Camí de Sant Jaume
A la fi de l'any 2005, la Diputació de Castelló, va donar a conèixer un informe històric i artístic dedicat als peirons de la Província. Es van adonar que en tots apareixia la figura d'un pelegrí (el cas més evident és el de la Basílica de la Mare de Déu), o més concretament de l'Apòstol Sant Jaume el Major.
Es va pensar que estaria dedicat al Rei en Jaume I, però contrastada amb documents històrics, va aparèixer un Camí de Sant Jaume des de Castelló, que parteix de Vinaròs i recorre tota la Província fins a ajuntar-se amb el de València a Conca. Actualment, tot el recorregut està senyalitzat i disposa d'àrees d'esplai.